# Cortil-Wodon
Cortil-Wodon är en ort i Belgien.   Den ligger i provinsen Namur och regionen Vallonien, i den centrala delen av landet, 50 km sydost om huvudstaden Bryssel. Cortil-Wodon ligger 150 meter över havet och antalet invånare är 930.
Terrängen runt Cortil-Wodon är platt. Runt Cortil-Wodon är det ganska tätbefolkat, med 100 invånare per kvadratkilometer.. Närmaste större samhälle är Namur, 12,9 km sydväst om Cortil-Wodon. 
Trakten runt Cortil-Wodon består till största delen av jordbruksmark.